# NGC 2460
NGC 2460 è una galassia a spirale situata nella costellazione della Giraffa, a una distanza di circa 73 milioni di anni luce dalla nostra Via Lattea.

## Scoperta
La galassia è stata scoperta l'11 agosto 1882 dall'astronomo tedesco Wilhelm Tempel.

## Descrizione
NGC 2460 ha una classe di luminosità I e presenta una larga riga a 21 cm dell'idrogeno neutro.
Risulta inoltre essere una galassia attiva.

## Gruppo di NGC 2460
NGC 2460 è la più vasta e la più luminosa di un piccolo gruppo di galassie composto da 5 membri e che porta il suo nome. Le altre quattro galassie del Gruppo di NGC 2460 sono IC 2209, UGC 4153, UGC 4159 e UGC 4169.
NGC 2460 e IC 2209 formano anche una coppia di galassie.